# Waldemar von Suchodoletz
Waldemar von Suchodoletz (* 30. Mai 1944; † 23. Februar 2021) war ein deutscher Psychiater.

## Leben
Nach dem Studium (1963–1969) der Humanmedizin in Leipzig und Berlin und der Promotion 1970 war er von 1969 bis 1987 ärztlich am Zentrum für Nervenheilkunde der Universität Rostock tätig (Ausbildung zum Facharzt für Neurologie und Psychiatrie; Subspezialisierung Kinderneuropsychiatrie). Nach der Habilitation 1984 war er von 1987 bis 1993 Leiter der Abteilung für Neuropsychiatrie des Kindes- und Jugendalters an der Medizinischen Hochschule Erfurt (Psychotherapieausbildung; Erwerb des Facharztes für Kinder- und Jugendpsychiatrie und -psychotherapie; Professur für Kinderneuropsychiatrie). Von 1993 bis 2009 war er Leiter der Abteilung für Entwicklungsfragen der Klinik und Poliklinik für Kinder- und Jugendpsychiatrie, Psychosomatik und Psychotherapie am LMU Klinikum (Professur für Kinder- und Jugendpsychiatrie und Psychotherapie).
Seine Forschungsschwerpunkte waren Sprachentwicklungsstörungen, Lese-Rechtschreibstörungen, auditive Verarbeitungs- und Wahrnehmungsstörungen, Neuropsychologie und Neurophysiologie.

## Schriften (Auswahl)
- Lese-Rechtschreib-Störung (LRS) – Fragen und Antworten. Eine Orientierungshilfe für Betroffene, Eltern und Lehrer. Stuttgart 2007, ISBN 3-17-019764-9.
- Früherkennung von Sprachentwicklungsstörungen. Der SBE-2-KT und SBE-3-KT für zwei- bzw. dreijährige Kinder. Stuttgart 2012, ISBN 978-3-17-021069-1.
- Sprech- und Sprachstörungen. Göttingen 2013, ISBN 978-3-8017-2230-2.
- Ratgeber Sprech- und Sprachstörungen. Informationen für Betroffene, Eltern, Lehrer und Erzieher. Göttingen 2013, ISBN 978-3-8017-2231-9.